# Niaqornat

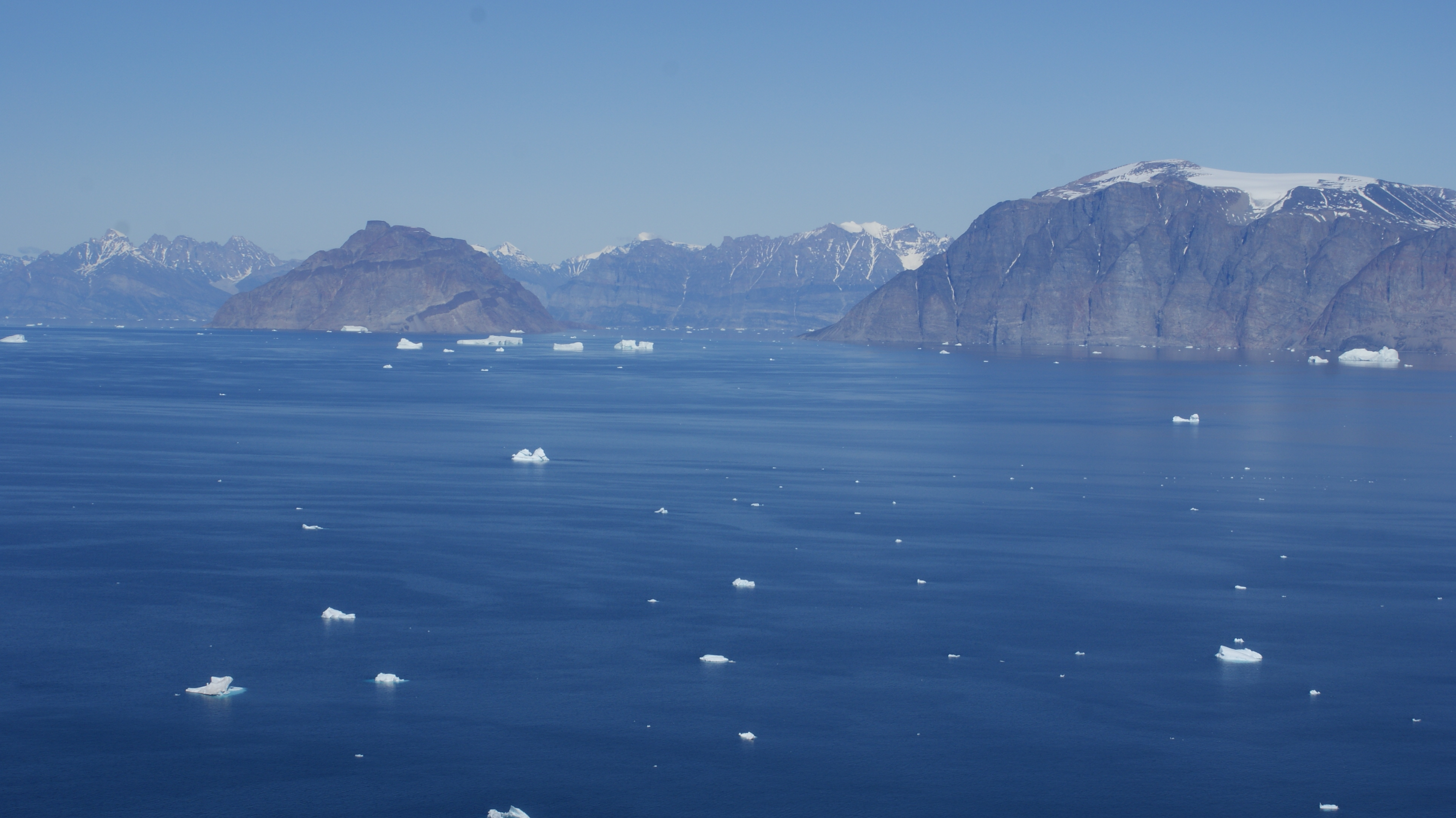
Uummannaqfjorden.

Niaqornat är en by i Qaasuitsups kommun i västra Grönland. Niaqornat är beläget på Nuussuaqhalvön vid Uummannaqfjorden. Niaqornat hade 58 invånare år 2010.